# Гетеборзька опера
Ґетеборзька опера (швед. GöteborgsOperan AB) – оперний театр в Ґетеборзі, Швеція. Є відносно новим – його будівництво почалося у вересні 1989 року, закінчилося в 1994 році і в тому ж році відбулося відкриття. У 2000 році театр приймав фестиваль Melodifestivalen - шведський національний відбір на конкурс Євробачення. 

## Характеристики
Місткість залу для глядачів – 1300 місць, оркестрова яма здатна вмістити близько 100 музикантів. Головна сцена обладнана чотирма 15-тонними платформами, які, в залежності від дійства на сцені, можуть опускатися на глибину до семи метрів. Глядацька зала театру обладнанп, крім іншого, двома сотнями моніторами, які транслюють те, що відбувається на сцені. Крім оперних вистав, зал розрахований і на мюзикли, танцювальні, в тому числі балетні, постановки, оперети і музичні шоу. 

## Історія
У 1959 році керівник Міського театру Карл Йоган Стрем запропонував побудувати в Ґетеборзі музичний театр на тому місці, де зараз розташовується міська бібліотека і поблизу від концертного залу. У 1962 році був реформований Великий театр Ґетеборга, а 1963 підготовлений проєкт музичного театру архітектора Нільса Ерікссона. Для тих років проєкт був інноваційним - зал на 1300 місць і кілька сцен, що було оцінено в 30 мільйонів крон, і через витрати проєкт був заморожений. 
У 1964-66 роках будівельна компанія FO Peterson & Söner намагалася зацікавити інвесторів і місцеву владу ідеєю будівництва в місті оперного театру і спробували запропонувати власний універсальний проєкт і більш підходяще місце (кут бульвару Нью Аллен і проспекту Кунгспортсавенін для основної будівлі). Після декількох спроб побудувати театр в самому центрі міста замість художньої галереї або об'єднання його з Великим театром, міська влада вирішила виділити місце для театру трохи північніше, ближче до міського парку та об'єднати його з Міським театром. До кінця жовтня 1968 був оголошений конкурс архітекторів, заявки на яких подали архітектори з 102 країн, а також вартість проєкту – 40 мільйонів крон. Планувалося завершити будівництво до 1974 року. До травня 1969 року питання архітектури перейшли у відання компанії Lund & Valentin, але політична напруженість в країні знову змусила міську раду відкласти будівництво. До 1973 року вартість проєкту зросла до 70 мільйонів  . 
Пізніше на тому місці, що було відведено під театр, почали будівництво готелю. Планувалося зміцнити ґрунт в північно-західній частині міського парку, де він був більш болотним, і почати будівництво там, де на той час якраз було знесено кілька старих будівель, що звільнило для театру більше простору. Архітектурний проєкт підготував Ян Ізковіц; будівництво почалося в 1989 році і зважаючи на велике число учасників будівництва було швидко завершено. Відкриття відбулося в 1994 році. 

## Кампанія проти будівництва театру
У 70 роках XX ст., коли вартість проєкту зросла до 100 млн, в місті знайшлися противники будівництва оперного театру за небувалу для тих років суму. Багато відомих діячів культури, такі, як Кент Андрессон і Свен Воллтер встали на чолі кампанії зі збору підписів проти початку будівництва. Їм вдалося зібрати 109 тисяч підписів, а на мітинг протесту зібралися 7200 осіб. 

## Дивись також
Ґетеборзький симфонічний оркестр